# Ekkyklema

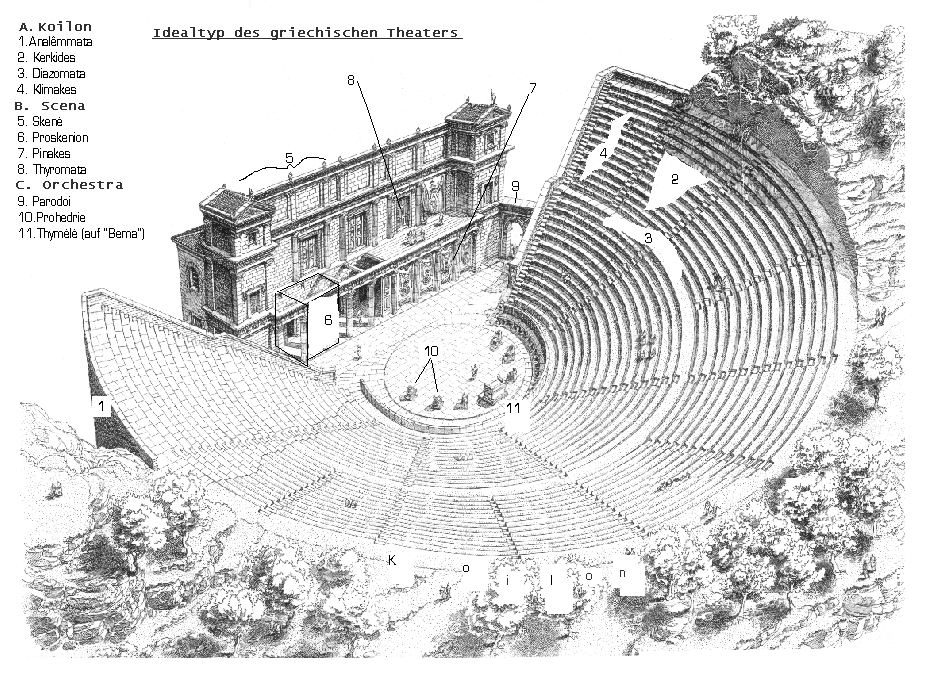
Maqueta de un teatro griego. El "ekkyklema" salía de la puerta situada en el centro del edificio representado en el telón de fondo, para revelar a los espectadores lo que había dentro.

El ekkyklêma (en griego antiguo: ἐκκύκλημα; ‘carro de rodillos’), también conocido como encyclema, era un dispositivo escénico utilizado en el teatro griego antiguo.

## Descripción
La finalidad del atrezo era mostrar a los espectadores lo que ocurría en el interior del edificio, que en las tragedias y comedias griegas se representaba a menudo al fondo del escenario y servía así de escenografía. El ekkyklema consistía en una plataforma con ruedas, sobre la que podían situarse uno o varios personajes, colocada detrás de la puerta central de la propia escenografía. Cuando la puerta se abría, El ekkyklema podía deslizarse hacia fuera, revelando así a los espectadores lo que ocurría en el interior del edificio. Sin embargo, la forma real de este dispositivo es incierta, ya que otros relatos antiguos lo describen más bien como una plataforma giratoria.
Ejemplos considerados bastante seguros del uso del ekkyklema en la tragedia griega están atestiguados en las obras de Sófocles,  Áyax y Eurípides, Hipólito así como en la parodia que Aristófanes hace de ella en Las Tesmoforiantes y Los acarnienses.  Sin embargo, no todos los estudiosos están de acuerdo sobre la presencia del implemento incluso en la época de los grandes trágicos: según algunos, estaba presente en el teatro del período helenístico, pero no en el del siglo V a. C.  (el período de Esquilo, Sófocles y Eurípides). A favor de la presencia del ekkyklema véase Albini, Baldry, Zimmermann (op. cit.), en contra véase Di Benedetto y Medda (op. cit.).